# شاهزاده کانئیننومیا نائوهیتو

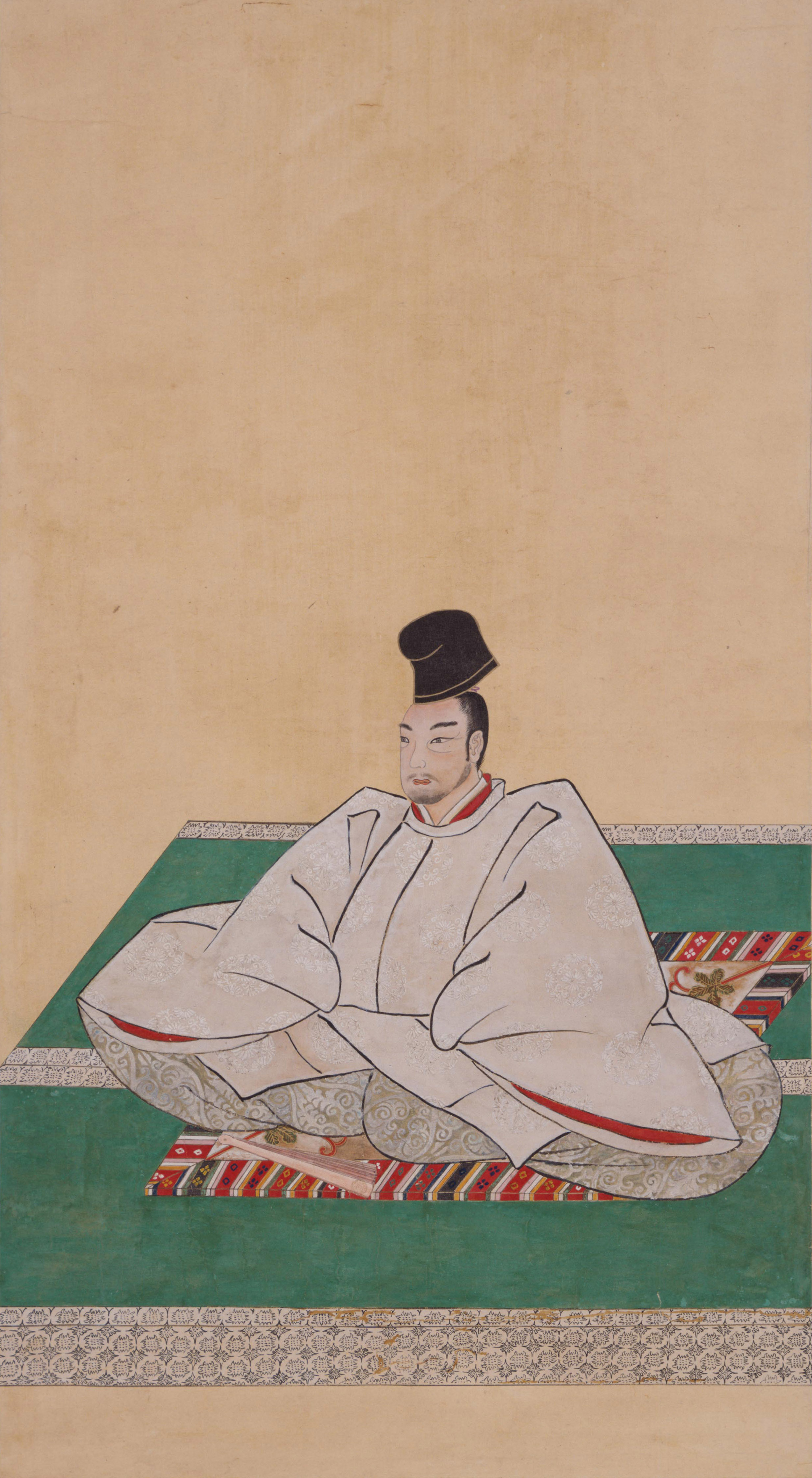
کانئیننومیا نائوهیتوشیننوعکس از

کانئیننومیا نائوهیتوشیننو (به ژاپنی: 閑院宮直仁親王 かんいんのみや なおひとしんのう)، پسر صد و سیزدهمین امپراتور ژاپن، امپراتور هیگاشی‌یاما و  پدر توموکو جوئو نام کودکی ایسو نو میا؛ (تولد ۱۷۳۸ – مرگ ۱۷۷۱ میلادی)، یک زن در دوره ادو، زن اصلی (سی‌شیتسو) یا میدای‌دوکورو شوگون دهم توکوگاوا ایه‌هارو بود.